# NGC 7146
NGC 7146 ist eine Balken-Spiralgalaxie vom Hubble-Typ SBa im Sternbild Pegasus am Nordsternhimmel. Sie ist schätzungsweise 398 Millionen Lichtjahre von der Milchstraße entfernt und hat einen Durchmesser von etwa 120.000 Lichtjahren. Vom Sonnensystem aus entfernt sich die Galaxie mit einer errechneten Radialgeschwindigkeit von näherungsweise 8.700 Kilometern pro Sekunde.
Das Objekt wurde am 11. August 1863 von Albert Marth entdeckt.

## Galaktisches Umfeld
| Nr. | Galaxie          | Alternativname          | Rek           | Dek           | Distanz/asec |
| --- | ---------------- | ----------------------- | ------------- | ------------- | ------------ |
| →   | NGC 7146         | LEDA/PGC 67508          | 21h51m47.37s  | +03d01m01.3s  | 0            |
| 1   | LEDA/PGC 1242733 | 2MASX J21515145+0259454 | 21h51m51.47s  | +02d59m45.5s  | 98.09        |
| 2   | LEDA/PGC 1243638 | 2MASX J21515378+0302084 | 21h51m53.77s  | +03d02m08.6s  | 117.19       |
| 3   | LEDA/PGC 67517   | 2MASX J21515672+0300134 | 21h51m56.71s  | +03d00m13.1s  | 147.98       |
| 4   | NGC 7147         | LEDA/PGC 67518          | 21h51m58.429s | +03d04m18.13s | 257.18       |
| 5   | LEDA/PGC 1243712 | 2MASX J21520399+0302184 | 21h52m03.99s  | +03d02m18.3s  | 259.25       |
| 6   | LEDA/PGC 67521   | NSA 149392              | 21h52m02.906s | +03d03m09.09s | 265.17       |
| 7   | LEDA/PGC 1241709 | 2MASX J21512871+0257075 | 21h51m28.73s  | +02d57m07.1s  | 364.81       |